# Krystyna z Persji
Krystyna z Persji, z pers. Yazdoi, również Sira lub Sirin, cs. Wielikomuczenica Christina (ur. w Persji, zm. 559) – męczennica chrześcijańska, święta Kościoła katolickiego i prawosławnego.
Jako jedna z pierwszych poniosła śmierć męczeńską podczas krwawych prześladowań chrześcijan przez pogańskiego króla Persów Chozroesa I.
Jej wspomnienie liturgiczne obchodzone jest:
- w Kościele katolickim – 13 marca za Martyrologium Rzymskim[4]
- w Kościele prawosławnym – 13/26 marca[a].

W ikonografii św. Krystyna przedstawiana jest w szacie matrony z palmą męczeńską w ręku.